# Zenia insignis
Zenia insignis ist die einzige Art der Pflanzengattung Zenia in der Unterfamilie Dialioideae innerhalb der Familie der Hülsenfrüchtler (Fabaceae). Diese seltene Art ist geschützt.

## Beschreibung

### Vegetative Merkmale
Zenia insignis wächst als laubabwerfender, relativ großer Baum und erreicht Wuchshöhen von 15 bis 20 Metern. Die Stammdurchmesser (Brusthöhendurchmesser = BHD) betragen bis zu 100 Zentimetern. Auf der schwärzlich-braunen Rinde der Zweige sind verstreut kleine gelblich-weiße Lentizellen vorhanden. Die raue Borke schält sich in Streifen ab. Zenia insignis ist nicht bewehrt. Die elliptisch-spindelförmigen Blattknospen besitzen wenige Knospenschuppen, die anfangs gelblich flaumig behaart sind und verkahlen. Es sind keine extraflorale Nektarien vorhanden.
Die wechselständig angeordneten Laubblätter sind in Blattstiel sowie -spreite gegliedert. Es sind keine Nebenblätter vorhanden. Blattstiel und Blattrhachis sind mehr oder weniger gelblich fein-flaumig behaart und insgesamt 25 bis 40 Zentimeter lang. Der Blattstiel ist bei einer Länge von 3 bis 5 Zentimetern relativ kurz. Die Blattspreite ist unpaarig gefiedert. Es sind keine Nebenblättchen vorhanden. An der Blattrhachis sind mit einer Anzahl von 18 bis 25 relativ viele, wechselständig angeordnete Fiederblätter vorhanden. Die Stielchen der Fiederblätter sind 2 bis 3 Zentimeter lang. Die mehr oder weniger symmetrischen, dünn-lederigen, ganzrandigen Fiederblätter sind bei einer Länge von 6 bis 9 Zentimetern sowie einer Breite von 2 bis 3 Zentimetern länglich-lanzettlich oder eiförmig-lanzettlich mit gerundeter Basis und spitzem oder kurz zugespitztem obere Ende. Die Blattunterseite ist gräulich-weiß striegelig behaart und die Blattoberseite ist kahl. Die starke Mittelrippe ist erhaben und es liegt Fiedernervatur vor. Die häutigen Nebenblättchen sind sehr unauffällig, fallen früh ab oder es sind keine vorhanden.

### Generative Merkmale
Endständig auf relativ langen Blütenstandsschäften, befinden sich aus zymösen Teilblütenständen zusammengesetzte rispige Gesamtblütenstände. Die Blütenstandsachse und die Blütenstiele sind gelb oder braun striegelig behaart. Die früh abfallenden  Tragblätter sind relativ klein und schmal-eiförmig. Es sind Deckblätter vorhanden.
Im Knospenstadium bedecken die Kelchblätter die anderen Blütenteile dachziegelartig überlappend. Die zwittrigen Blüten sind bei einem Durchmesser von etwa 1,4 Zentimetern mehr oder weniger radiärsymmetrisch bis etwas zygomorph und fünfzählig mit doppelter Blütenhülle. Es ist kein Blütenbecher (Hypanthium) vorhanden. Die fünf etwas ungleichen, freien, dick-häutigen Kelchblätter sind bei einer Länge von 10 bis 12 Millimetern sowie einer Breite von 5 bis 6 Millimetern länglich mit gerundetem oberen Ende; ihre Außenseite ist striegelig behaart und ihre Innenseite ist kahl. Eines der fünf Kelchblätter ist viel kleiner als die anderen. Die Kronblätter sind mit einer Länge von etwa 1,2 Zentimetern etwas größer als die Kelchblätter. Von den fünf roten oder rötlichen etwas ungleichen, freien, kurz genagelten und gekielten Kronblättern ist das obere bei einer Breite von etwa 8 Millimetern verkehrt-eiförmig und die vier anderen sind bei einer Breite von 5 bis 8 Millimetern elliptisch-länglich oder verkehrt-eiförmig-länglich.
Der auffällige Diskus ist wellig-gelappt. Es ist nur ein Staubblattkreis vorhanden. Manchmal sind alle fünf Staubblätter fruchtbar (fertil). Die etwa 3 Millimeter langen und kurz-flaumig behaarten Staubfäden sind am Rand des Diskus inseriert und untereinander frei. Oft ist ein Staubblatt zu einem relativ kurzen, fadenförmigen Staminodium reduziert. Die basifixen Staubbeutel sind mit einer Länge von etwa 6 Millimetern und einer Breite von etwa 1 Millimeter etwas länger als die Staubfäden. Die Theken öffnen mit einem Längsschlitz.
Der Stiel unterhalb des Fruchtknotens ist mit einer Länge von etwa 4 Millimetern nur relativ kurz. Das einzige Fruchtblatt ist oberständig und abgeflacht sowie mindestens am Rand angedrückt behaart. Jedes Fruchtblatt enthält sieben bis neun Samenanlagen. Der nur kurze, etwas gebogene, pfriemliche Griffel endet kleinen, nicht verbreiterten Narbe.
Die bei Reife rötlich-braune, häutige Hülsenfrucht ist abgeflacht und bei einer Länge von meist etwa 19 Zentimetern sowie einer Breite von 2,5 bis 3,5 Zentimetern gebogen und länglich oder elliptisch-länglich. Die Hülsenfrucht ist an der oberen Naht mit einer Breite von 5 bis 6 Millimetern relativ breit geflügelt. Die Hülsenfrucht öffnet sich nicht und enthält vier bis neun Samen. Auf den Fruchtklappen ist eine auffällige, erhabene Netznervatur erkennbar. Die bräunlich-schwarzen, glänzenden, glatten Samen sind bei einem Durchmesser von etwa 7 Millimetern kugelförmig. Der Samenstiel (Funikel) ist mit einer Länge von etwa 4 Millimetern relativ lang und fadenförmig. Der gerade Embryo besitzt eine gerade oder etwas schiefe Radicula.

### Chromosomensatz
Die Chromosomenzahl beträgt 2n = 28.

## Ökologie und Phänologie
Zenia insignis ist ein schnell wachsender, laubabwerfender, relativ großer Baum.

In China liegt die Blütezeit im Mai. Die Früchte reifen in China von Juni bis August.

## Systematik
Die ersten Herbarexemplare wurden im chinesischen Kwangtung, Kwangsi gesammelt. Die Erstbeschreibung erfolgte 1946 unter dem Namen Zenia insignis durch Woon Young Chun (1890–1971) in A new genus in the Chinese flora. in Sunyatsenia, Volume 6, Issue 3–4, S. 195–198, Figur 24–25; dabei wurde die Gattung Zenia aufgestellt. Der Gattungsname Zenia ehrt den Wissenschaftler und Hochschullehrer Hung-chün Zen (1886–1961, Hongjun Ren, Hung-chun Jen).
Die Gattung Zenia Capuron gehört seit 2017 zur Unterfamilie Dialioideae Azani et al.

## Vorkommen und Gefährdung
In der Flora of China 2010 werden für Zenia insignis Fundorte im nördlichen Vietnam und in den südlichen chinesischen Provinzen Guangdong, Guangxi und vielleicht Yunnan verzeichnet. Bei der IUCN 1998 wurden zusätzlich Hunan, Guizhou sowie Yunnan genannt. Zenia insignis gedeiht im tropischen Karst. Zenia insignis wurde 1998 in der Roten Liste der gefährdeten Arten der IUCN als NT = „Near Threatened“ = „potenziell gefährdet“ bewertet. Ein aktuelles Monitoring ist erforderlich. In den deutlich voneinander entfernten Wildstandorten wurden Exemplare abgeholzt.

## Untersuchungen zur Kultivierung
Obwohl Wildvorkommen von Zenia insignis selten sind und diese Bestände fortlaufend zurückgehen, gibt es eine hinreichende genetische Bandbreite. Es wurden Saatgutproben aus allen größeren Fundorten gesammelt. Dabei gab es eine große Bandbreite in Samengröße und Tausendkornmasse. Bei Kultivierungsuntersuchungen von Saatgut der unterschiedlichen Herkünfte konnte gezeigt werden, dass die aus diesem Saatgut kultivierten Pflanzenexemplare aus den unterschiedlichen Herkünften eine große Varianz in Bezug auf beispielsweise Wachstumsraten und Blattgrößen hatten.
Zenia insignis gehört zu den wertvollsten, seltenen, schnellwachsenden Baum-Arten, die vielseitig nutzbar sind und deren Verwendung untersucht werden. Als Pionierbaum eignet sich Zenia insignis in für die Aufforstung schwierigen Gebieten. Zenia insignis wurde als Forstbaum in den chinesischen Provinzen Fujian, Jiangxi sowie Zhejiang eingeführt. In seiner schnellen Wachstumsrate übertrifft Zenia insignis die anderen chinesischen Baumarten und reicht ähnliche Wachstumsraten von Pappel- und Eucalyptus-Arten.
Es gab mehrere Untersuchungen zur Kultivierung von Zenia insignis. Durch Xiao-Yong et al erfolgten von 2005 bis 2007 Untersuchen zur genetischen Diversität v9on Pflanzenmaterial unterschiedlicher Herkünfte von Zenia insignis. Dabei wurde beispielsweise die Kälteresistenz unterschiedlicher Herkünfte untersucht. Diese Untersuchungen zeigen, dass bei den Herkünften die Kältetoleranz und die Wachstumsraten sehr unterschiedlich sind. Mit diesen Ergebnissen können das beste Pflanzenmaterial für die Kultivierung ausgewählt werden. Es kann Saatgut ausgewählt werden, dessen Pflanzenexemplare auch Frost über einen kurzen Zeitraum überleben.
Die Symbiose von Zenia insignis mit arbuskulären Mykorrhizapilzen wurde untersucht. Dabei konnte gezeigt werden, dass durch diese Endomykorrhiza die Trockenheitsresistenz erhöht ist. Für viele Standorte, die aufgeforstet werden sollen, ist die Trockenheitstoleranz der Forstbäume ein wichtiger Faktor.

## Nutzung
Zenia insignis wird manchmal aus Wildbeständen entnommen. Das Holz besitzt eine sehr gute Qualität. Es gelangt nur selten in den Handel, da wenig Exemplare verfügbar sind. Das Holz ist bei der Innenausstattung von Gebäuden gut geeignet.
Zenia insignis wird ein hohes Potential bei Phytosanierungs-Projekten zugesprochen. Wenn Zenia insignis auf mit Schwermetallen Böden angepflanzt werden die Schadstoffe, besonders Zink sowie Cadmium im Pflanzengewebe angereichert.
Die Eignung von Zenia insignis als Forstbaumart wurde untersucht. Da Zenia insignis in Wildvorkommen so selten ist und Untersuchungen, diese Art zu nutzen erfolgversprechend ist, wurde untersucht wie eine In-vitro Vermehrung erfolgen kann. Da diese Versuche erfolgreich waren, können die besten Klone von Zenia insignis angebaut werden.